# ウィッテン予想
代数幾何学におけるウィッテン予想 (Witten conjecture) は、曲線のモジュライ空間の安定類の交点数についての予想であり、 Witten (1991) において導入され、Witten (1993) において一般化された。ウィッテンの元々の予想は、Kontsevich (1992) によって証明された。
ウィッテン予想は、2つの異なる2次元量子重力モデルが同じ分配函数を持つはずであるということに動機がある。これらのモデルの一方の分配函数は、代数曲線のモジュライスタック上の交点数の項で記述することができ、もう一方のモデルの分配函数はKdV階層(KdV hierarchy)の τ函数の対数である。これらの分配函数を同一視することから、交点数から作られた母函数が KdV階層の微分方程式を満すはずであるというウィッテン予想が得られる。

## ステートメント
{\displaystyle M_{g,n}} を n 個の異るマークした点 x1,...,xn を持つ種数 g のコンパクトリーマン面のモジュライスタックとして、{\displaystyle {\widetilde {M}}_{g,n}} をそのドリーニュ–マンフォードコンパクト化とすると、{\displaystyle {\widetilde {M}}_{g,n}} 上に n 個のラインバンドル {\displaystyle L_{i}} が存在し、そのモジュライスタックの点でのファイバーは、マークした点 xi でのリーマン面の余接空間であるようにすることができる。交叉指数(intersection index) {\displaystyle \langle \tau _{d_{1}},\dots ,\tau _{d_{n}}\rangle } は、{\displaystyle {\widetilde {M}}_{g,n}} 上の {\displaystyle \prod c_{1}(L_{i})^{d_{i}}} の交叉指数である。ここに {\displaystyle \sum d_{i}={\widetilde {M}}_{g,n}=3g-3+n} であり、もしそのような g が存在しない場合は、この総和は 0 とする。また c1 はラインバンドルの第一チャーン類とする。ウィッテンの母函数
{\displaystyle F(t_{0},t_{1},\ldots )=\sum \langle \tau _{0}^{k_{0}}\tau _{1}^{k_{1}}\cdots \rangle \prod _{i\geq 0}{\frac {t_{i}^{k_{i}}}{k_{i}!}}={\frac {t_{0}^{3}}{6}}+{\frac {t_{1}}{24}}+{\frac {t_{0}t_{2}}{24}}+{\frac {t_{1}^{2}}{24}}+{\frac {t_{0}^{2}t_{3}}{48}}+\dotsb }
は、すべての交叉指数を係数の中にエンコードする。
ウィッテン予想は、分配函数 {\displaystyle Z=\exp {F}} がKdV階層(KdV hierarchy)の τ函数であるという予想であり、言い替えると、この函数は、i ≥ −1 に対するヴィラソロ代数の元 {\displaystyle L_{i}} と対応する一連の偏微分方程式系を満たす。

## 証明の概略
コンツェヴィッチは、リボングラフのことばでのモジュライ空間の組合せ的な記述を用いて、
{\displaystyle \sum _{d_{1}+\cdots +d_{n}=3g-3+n}\langle \tau _{d_{1}},\ldots ,\tau _{d_{n}}\rangle \prod _{1\leq i\leq n}{\frac {(2d_{i}-1)!!}{\lambda _{i}^{2d_{i}+1}}}=\sum _{\Gamma \in G_{g,n}}{\frac {2^{-|X_{0}|}}{|\operatorname {Aut} \Gamma |}}\prod _{e\in X_{1}}{\frac {2}{\lambda (e)}}}
となることを示した。
ここに右辺は、n 個のマークした点を持つ種数 g のコンパクトリーマン面のリボングラフ X の集合 Gg,n を渡る和である。辺(edge)の集合 e と X の点の集合は、X 0 と X1 で表される。函数 λ はマークした点から実数への函数と考えられ、辺の両側に対応する 2つのマークした点での λ の値の和に等しいとすることにより辺からの函数 λ へ拡張する。
ファインマン・ダイアグラムのテクニックにより、これは、F(t0,...) は、Λ が無限になるに伴い、
{\displaystyle \log \int \exp(i{\text{tr}}X^{3}/6)d\mu }
の漸近展開となることを意味する。ここに Λ と Χ は正定値な N×N のエルミート行列であり、ti は、
{\displaystyle t_{i}={\frac {-\operatorname {tr} \Lambda ^{-1-2i}}{1\times 3\times 5\times \dotsm \times (2i-1)}}}
により与えられ、正定値なエルミート行列上の確率測度 μ は、
{\displaystyle d\mu =c_{\Lambda }\exp(-\operatorname {tr} X^{2}\Lambda /2)dX}
で与えられる。ここの cΛ は正規化定数である。この測度は、
{\displaystyle \int X_{ij}X_{kl}d\mu =\delta _{il}\delta _{jk}{\frac {2}{\Lambda _{i}+\Lambda _{j}}}}
という性質を持っていて、このことはファインマン・ダイアグラムのことばでの展開がリボングラフのことばでの F の展開を意味する。
このことから、コンツェヴィッチは {\displaystyle \exp {F}} が KdV階層の τ-函数であることを導き、従って、ウィッテン予想が証明される。

## 参照項目
ヴィラソロ予想(Virasoro conjecture)はウィッテン予想の一般化である。